# المدرسة الفرنسية في القدس

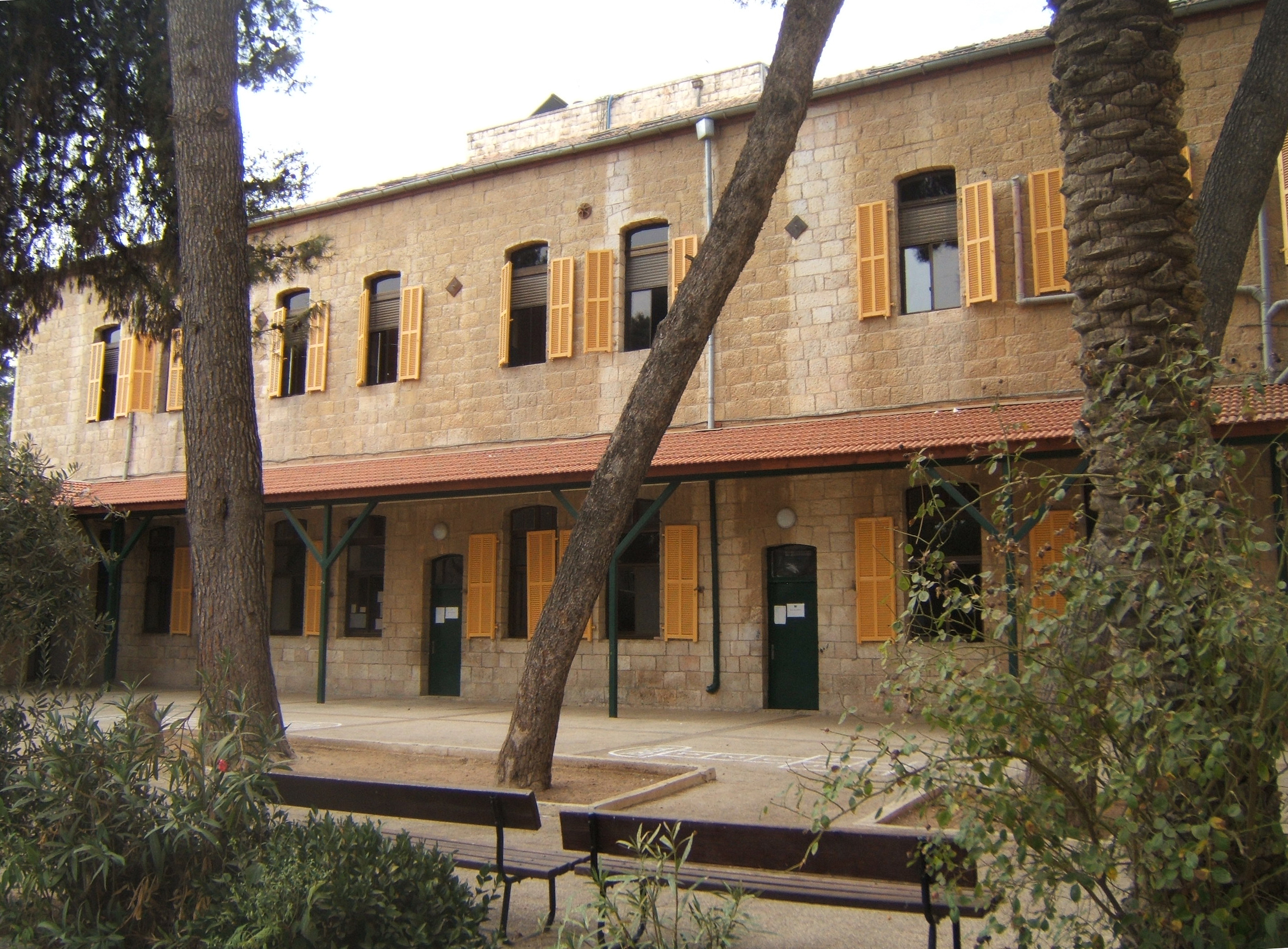
المدرسة الفرنسية في القدس.

المدرسة الفرنسية في القدس (بالفرنسيَّة: Lycée Français de Jérusalem) أو مدرسة القدس الفرنسية هي مدرسة كاثوليكية فرنسية ودولية في مدينة القدس. تُدار المدرسة من راهبات القديس يوسف، وهي تضم صفوفاً من مرحلة الحضانة حتى الثانوية.
تأسست المدرسة الفرنسية الصغرى في القدس، السلف للمدرسة الفرنسية في القدس، في عام 1967. وتُدار حالياً من قبل جماعة راهبات القديس يوسف.
اعتبارًا من حوالي عام 2015، تضم المدرسة 14 فصلًا تضم ما مجموعه 205 طلاب. تتراوح معدلات التسجيل من 100 إلى 150 طالبًا.